# たころん
たころんシリーズは、コンパイルハートが製作した落ち物パズルゲーム。たこ焼きをテーマにしたゲームで、たこ焼き屋を全国展開する銀だことの提携を行っている。
『たころん』をタイトルに含む作品が複数機種で発売されている。

## シリーズ作品
のーコネパズル たころん（アーケード、2007年2月）
発売前に発表された仮題は『のーみそコネコネパズル たころん』となっていたが、後に現在のタイトルへ変更された。
しゃるうぃ〜☆たころん（Wii、2007年8月23日）
北米では『Octomania』として発売。
ケータイ de たころん i/EZ（iアプリ/BREW、2007年8月23日）
配信元はモブキャスト、移植担当はゲームドゥ。
たころぉんらいん（PC用オンラインゲーム、2008年9月22日）
配信元はゴンゾロッソ運営のPC用オンラインゲームサイト『VIA ROSSO』。2010年7月30日に『VIA ROSSO』のサービス終了。
たっち☆たころん（iPhone/iPod touch、2009年11月3日）

## ゲームルール

### 概要・タコの消し方
- フィールドに配置されていく「色のついたタコ」を「数字の書かれた玉」の周りにある金網に転がしていく。
- 上のように同じ色のタコを数字の分、またはそれより多く金網に並べると、タコを消すことができる。その際、使われた網は消滅する。
- タコは時間とともにどんどん降り注いでくるため、とにかくタコを消していく。アワが出ている間は、タコは降り注がれない。
- 金網の数字やタコの種類は時間経過とともに増えていくため、消すことが難しくなっていく。
- フィールドが全て埋まってしまうとゲームオーバー。

### 連鎖
- タコを消すと、赤いタコの場合は赤い泡という具合に、消したタコと同じ色の「アワ」ができる。アワは時間経過とともに消えていく。
- アワの横に、同じ色のタコを転がしつなげていくと、連鎖してタコは消えていく。直後に連鎖したアワは、またしばらく残る。連鎖は、アワが消えるまでカウントされる。
- 条件によって出現する「ダイヤ」をアワにつなげると、フィールドにあるすべてのタコの色がダイヤにつなげたアワと同じ色になる。

### おじゃま
- 対戦モードで敵が連鎖を行うと、フィールドにおじゃまキャラの「ウニ」が配置される。
- ウニは数字の横に並べても消すことができず、連鎖のアワにつなげて消す。

### モード
ひとりで
ストーリーモードに該当。CPUキャラと対戦し、面を進んでいく。
ふたりで
プレイヤー2人で勝ちを争うモード。先に2勝した方が勝ちとなる。
とことん
一人用のエンドレスモード。面クリアはない。

### Wii版での変更点
- タコがアワと隣り合っていれば連鎖（誘爆連鎖）が自動的に発生する（AC版では回転させないといけなかった）。
- 「ダイヤ」の効果が使用キャラクターによって効果が異なる（AC版では全てのキャラクターが「全てのタコとウニが同じ色になる」というもの）。
- キャラクターによってイメージカラーがあり、その色で連鎖させると相手にたくさんのウニを降らせることが出来る。
- Wiiリモコンのポインタを利用した操作とWiiリモコンを横に持つ操作が可能。
- 上記モードの他にプレイヤー2人による協力プレイが遊べる。
- 「とことん」モードで一定の条件をクリアすると「称号」が与えられる。この称号とスコアと最大連鎖数から「タコタコ認定」を行う機能がある。
- ニンテンドーWi-Fiコネクション対応で通信対戦できる。ランダムで対戦相手を決めて遊ぶこととフレンドコードによるフレンドとの対戦が可能。

## 登場キャラクター
ころん（CV：高橋あみか）
たこ焼きが好物という、見習い魔法使い。ノーコンティニュークリアをするとゴスロリバージョンが登場する。
アンジェリク（CV：古俣麻弥）

エクザルト（CV：池崎リョウ）

ドラモ（CV：池崎リョウ）
毒舌なドラゴンの赤ちゃん。
ゴブー（CV：村椿玲子）

カニざえもん（CV：小助川巧）

ファンキー（CV：綱川博之）

タケゾー（CV：野宮一範）

たこぼー（CV：ふじたれいこ）
築地銀だこのマスコットキャラクター、Wii版のみで登場する。
フェイフェイ（CV：藍川千尋）
Wii版のみのオリジナルキャラ。
タコハチ（CV：川淵由香里）
Wii版のみのオリジナルキャラ。

## その他
- たこ焼き屋を全国展開する銀だことの提携を行っている。アーケード版には、銀だこのＣＭ風デモが入っており、Wii版では、銀だこのマスコットキャラと競演を行う。
- 本作は、2002年9月に東京ゲームショウで出展されたが最終的に発売中止となった『まみむめ★もがちょ たこボール』のゲームシステムを引き継いだ作品となっている。
- コンパイルハートの公式サイトでは発売前後の2006年から2007年に掛け、ころんを始めとした登場キャラによるコラム「ころんの部屋」を展開していた。
- かつてコンパイルおよびアイキの社長を務めていた仁井谷正充が、契約解除が発表される2006年12月まで監修を行っていた。
- Wii版の初回生産分の同梱特典はたこ焼きテーマソング「たこ焼たころん」のCD。テーマソング「たこ焼きたころん」の唄はころん（高橋あみか）。他のトラックはサウンドトラックとなっている。